# Boardwalk (Las Vegas)
Le Boardwalk est un ancien hôtel-casino de Las Vegas de l'État du Nevada aux États-Unis, propriété du groupe MGM Mirage.
Fermé en janvier 2006, il est détruit le 9 mai 2006 pour céder sa place au Project City Center le long du Strip, projet d’un montant de 7 milliards de $ dont les premiers bâtiments ont ouverts au public en 2009.